# Daniel Hausmann
Daniel Hausmann (* 12. Februar 2003 in Leutkirch im Allgäu) ist ein deutscher Fußballspieler, der aktuell beim FC Augsburg II  spielt.

## Karriere
Hausmann begann seine fußballerische Ausbildung beim FC Leutkirch, ehe er zum FC Memmingen wechselte. 2018 wechselte er zur SpVgg Unterhaching, wo er 2018/19 elfmal für die B-Junioren auflief. In der Folgesaison traf er dort bereits zehnmal in 21 Spielen für die U17. 2020/21 debütierte er bereits für die Profimannschaft, als er gegen den SV Meppen in der 88. Minute für Alexander Fuchs eingewechselt wurde. Jedoch war das wettbewerbsübergreifend und vereinsübergreifend sein einziger Einsatz.